# Sirdal
Gmina Sirdal (norw. Sirdal kommune) – norweska gmina leżąca w regionie Agder. Jej siedzibą jest miasto Tonstad.
Sirdal jest 48. norweską gminą pod względem powierzchni.

## Demografia
Według danych z roku 2005 gminę zamieszkuje 1760 osób. Gęstość zaludnienia wynosi 1,14 os./km². Pod względem zaludnienia Sirdal zajmuje 352. miejsce wśród norweskich gmin.
| ludność stan na 1 stycznia 2005 |         |           |       |
|                                 | kobiety | mężczyźni | razem |
| osób                            | 881     | 879       | 1760  |
| %                               | 50,06%  | 49,94%    | 100%  |

| wykształcenie stan na 1 października 2004 |        |         |        |        |
|                                           | podst. | średnie | wyższe | niezn. |
| osób                                      | 296    | 803     | 238    | 38     |
| %                                         | 21,53% | 58,4%   | 17,31% | 2,76%  |

## Edukacja
Według danych z 1 października 2004:
- liczba szkół podstawowych (norw. grunnskolar): 2
- liczba uczniów szkół podst.: 245

## Władze gminy
Według danych na rok 2011 administratorem gminy (norw. rådmann) jest Kjell Arvid Berland, natomiast burmistrzem (norw. ordfører, d. borgermester) jest Thor Jørgen Tjørhom.